# Gudovačka Gradina
Gudovačka Gradina kroz povijest znana kao Gwdoch i Gwodowcz srednjovjekovni je kaštel u današnjem bjelovarskom predgradskom naselju Gudovac s prvim zapisom o kaštelu iz 1452. godine. Gradina se nalazi u močvarnom okolišu, 50 metara od potoka Plavnice.
Gudovačka Gradina je nalazište najstarije pisanice u Hrvatskoj - gudovačke pisanice.

## Povijest
Prvi povijesni zapis o posjedu gdje se nalazi kaštel potječe iz 1331.. kada se navodi kao "possessio", najvjerovatnije plemićki posjed.
Od 1452. do 1492. navodi se kao "castellum" i "castrum" te i kao spomenuto središte crkvene župe (ecclesiae parochialis b. Petri in Gudowcz). Povijesni podaci ukazuju na mogućnost, da je kaštel izgrađen čak i ranije početkom 14. st. kada se spominje magister Gud po kojemu kaštel i moderno naselje dobiva ime.
Za vrijeme prolaza Sulejmanove vojske Hrvatskom 1532. godine pretpostavljeno je da je kaštel stradao. U popisu kraljevine Slavonije od 1543. godine navode se utvrde u Križevačkoj županiji, među kojima i utvrda "Gwdowcz Chrystophori Megywrechey." Nakon 1552. godine kaštel se u povijesnim dokumentima ne spominje ukazajući da je tijekom stogodišnjeg rata uništen.
Danas se lokalitet prepoznaje kao gradilište, sa središnjim humkom, promjera približno 50 m, utvrđeno širokim jarkom i zemljanim bedemom koji je najbolje sačuvan na sjevernoj strani, sa širim okolnom područjem okruženim sklopom bedema i jaraka koji su služili za obranu utvrde.

## Zaštita RH
P-5969 Preventivno zaštićeno dobro - Arheološko nalazište "Gradina u Gudovcu".

## Vanjske poveznice
- https://hrcak.srce.hr/clanak/1343
- https://www.iarh.hr/hr/repozitorij/terenska-istrazivanja-instituta/gudovac-gradina
- https://hrcak.srce.hr/clanak/338843| Bjelovar                    | Bjelovar                                                                                                                                                                                                                                                                                                                                                                                                                                                                                                                 | Bjelovar |
| --------------------------- | --- | -------- |
|                             | |          |
| povijest                    | Korenovska kultura • Rimska nalazišta u Bjelovaru • Arheološko nalazište Lug • Gudovačka Gradina • Jakobove Sredice • Severinska buna • Varaždinski generalat • Bjelovarska svilana • Bjelovarsko-križevačka županija • Potres na Bilogori 1938. • Bjelovarska afera • Kokinačke žrtve 1935. • Pokolj u Gudovcu • Pokolj u Donjim Mostima • Bjelovarski ustanak • Bitka za vojarnu • 105. brigada HV • Bivši vojni objekti u Bjelovaru                                                                                   |          |
|                             | |          |
| građevine i znamenitosti    | Katedrala sv. Terezije Avilske • Bjelovarski paviljon • Barokni kipovi u Bjelovaru • Kapela sv. Križa u Bjelovaru • Narodna knjižnica Petar Preradović • Franjevački samostan i crkva u Bjelovaru • Crkva sv. Ane • Crkva sv. Trojice • Popis crkava u Bjelovaru • Kapela sv. Florijana u Bjelovaru • Državni arhiv • Blok sv. Florijan • Bjelovarska pošta • Bjelovarski neboder • Vodotoranj Borik • Paromlin i silosi u Bjelovaru • Stara plinara • Vojarna Bilogora • Sokolana • Groblje sv. Andrije • Groblje Borik |          |
|                             | |          |
| gospodarstvo                | Koestlin • Sirela • Hittner • Pevex • Tomo Vinković • Drvna industrija Česma • Bjelovarski vrt • Iverica • Prima Commerce • Troha-dil • Elektrometal • Metalind • Ljevaonica Bjelovar • Spar • PPK Bjelovar • Bjelovarski sajam • Kvargl • Majburger • Tvornica Smev • Bjelovarska gradska tržnica • Industrijska zona • Poslovna zona Novi Borik-Lepirac • Poslovna zona Korenovo • Geotermalna elektrana Velika 1 |          |
|                             | |          |
| kultura i manifestacije     | Bjelovarsko kazalište • Čvor • Dom kulture • Gradski muzej • Galerija "Barutana 1991." • Terezijana • DOKUart • BOK fest • Božićni gala koncert u Bjelovaru • Hrvatsko pjevačko društvo Dvojnice • Moto budnica • Bilogorska narodna nošnja • Enigmopolis • HORKUD Golub • Dani češke kulture • Amadeus fest • Međunarodni tjedan udaraljkaša • Večer nacionalnih manjina |          |
|                             | |          |
| obrazovanje                 | Veleučilište u Bjelovaru • Gimnazija Bjelovar • Srednjoškolski centar Bjelovar • Tehnička škola Bjelovar • Glazbena škola Vatroslava Lisinskog • Popis osnovnih škola |          |
|                             | |          |
| promet                      | Autobusni kolodvor Bjelovar • Željeznički kolodvor Bjelovar • Željeznička pruga Križevci – Bjelovar – Kloštar • Željeznička pruga Bjelovar – Garešnica/Grubišno Polje • Robertov put • Državna cesta D12 • Državna cesta D28 • Državna cesta D43 • Državna cesta D548 • Zračno pristanište Bjelovar |          |
|                             | |          |
| šport                       | RK Bjelovar • NK Bjelovar • NK Mladost Ždralovi • NK Lasta Gudovac • Gudison Park • NK Sloga Bjelovar • Žir • Staro rukometno igralište "Partizanovo" • Dvorana europskih prvaka • Kuglački klub Bjelovar • Sportski klub Sirela Bjelovar • Ragbi klub Bjelovar • ŽRK Bjelovar • ŽNK Mladost Ždralovi • Gradski stadion Bjelovar • Stadion "Brdo" Ždralovi • Bazeni Bjelovar • Terme Bjelovar |          |
|                             | |          |
| trgovi, parkovi i spomenici | Bjelovarski korzo • Trg Eugena Kvaternika • Trg Stjepana Radića • Trg hrvatskih branitelja • Trg kralja Tomislava • Trg Stanka Vraza • Trg Antuna Gustava Matoša • Trg Hrvatskog sokola • Šetalište dr. Ivše Lebovića • Spomenik poginulima u Prvom svjetskom ratu u Ivanovčanima • Spomen-park Borik • Spomen-područje Barutana • Spomen područje Gudovac • Šuma Bedenik • Šuma Velika Rajzbuška • Spomen područje Lug • Levijev brijeg • Poljana dr. Franje Tuđmana                                                    |          |
|                             | |          |
| naselja i lokaliteti        | Naselje kralja Zvonimira • Naselje kralja Petra Krešimira IV. • Vukovarsko naselje • Bakačevo naselje • Frankopansko naselje • Franjevačko naselje • Cvjetno naselje • Naselje Matije Gupca • Grmovi • Mali Logor • Novi Ivanovčani • Staro Sajmište • Novo Sajmište • Četvrt vila • Činovničke vile |          |
|                             | |          |
| četvrti                     | Vojnović • Naselje Sjever • Logorište • Ivanovčani • Centar • Zvijerci • Pemsko Polje • Hrgovljani • Nove Plavnice • Radničko naselje • Mlinovac • Švajcarija • Velike Sredice • Male Sredice |          |